# 珠海城市建设集团
珠海城市建设集团有限公司，簡稱珠海城建集团和珠海城建（英語：Zhuahi Urban Construction (Group) Co., Ltd.），于2001年成立。前身是珠海市城市资产经营公司，2009年，改制为国有独资集团公司至今。旗下有市政建设公司、公共资源经营公司、城建公共自行车公司和城建现代交通公司（2013年设立）等企业。現董事长、党委书记為叶志雄。